# Пагода на мира (Сан Франциско)
Пагодата на мира (на английски: Peace Pagoda), или още Ступата на мира, e будистка ступа в Сан Франциско, Калифорния, САЩ, създадена за единение на всички хора от различни раси и вероизповедания в мир и хармония. Изградена е през шестдесетте години на двадесети век като подарък за Сан Франциско от побратимения му японски град Осака по проект на архитект Йоширо Танигучи.
Пагодата е разположена в Японския квартал (Japantown), който се намира в района Уестерн Адишън.